# زندگی این دختر
زندگی این دختر (به انگلیسی: This Girl's Life) فیلمی محصول سال ۲۰۰۳ و به کارگردانی اش است. در این فیلم بازیگرانی همچون ژولیت مارکوس، جیمز وودز، کیپ پاردیو، رزاریو داوسون، توماس آرانا، مایکل راپاپورت، آیزیا واشینگتن، یوان گریفید، کم هسکین، سونگ-هی لی و شری رز ایفای نقش کرده‌اند.